# 19367 Pink Floyd
19367 Pink Floyd è un asteroide della fascia principale. Scoperto nel 1997, presenta un'orbita caratterizzata da un semiasse maggiore pari a 2,4470785 UA e da un'eccentricità di 0,1639944, inclinata di 3,68466° rispetto all'eclittica.
Il suo nome è un omaggio al celebre gruppo musicale rock britannico Pink Floyd.